# Ricardo Becerro de Bengoa

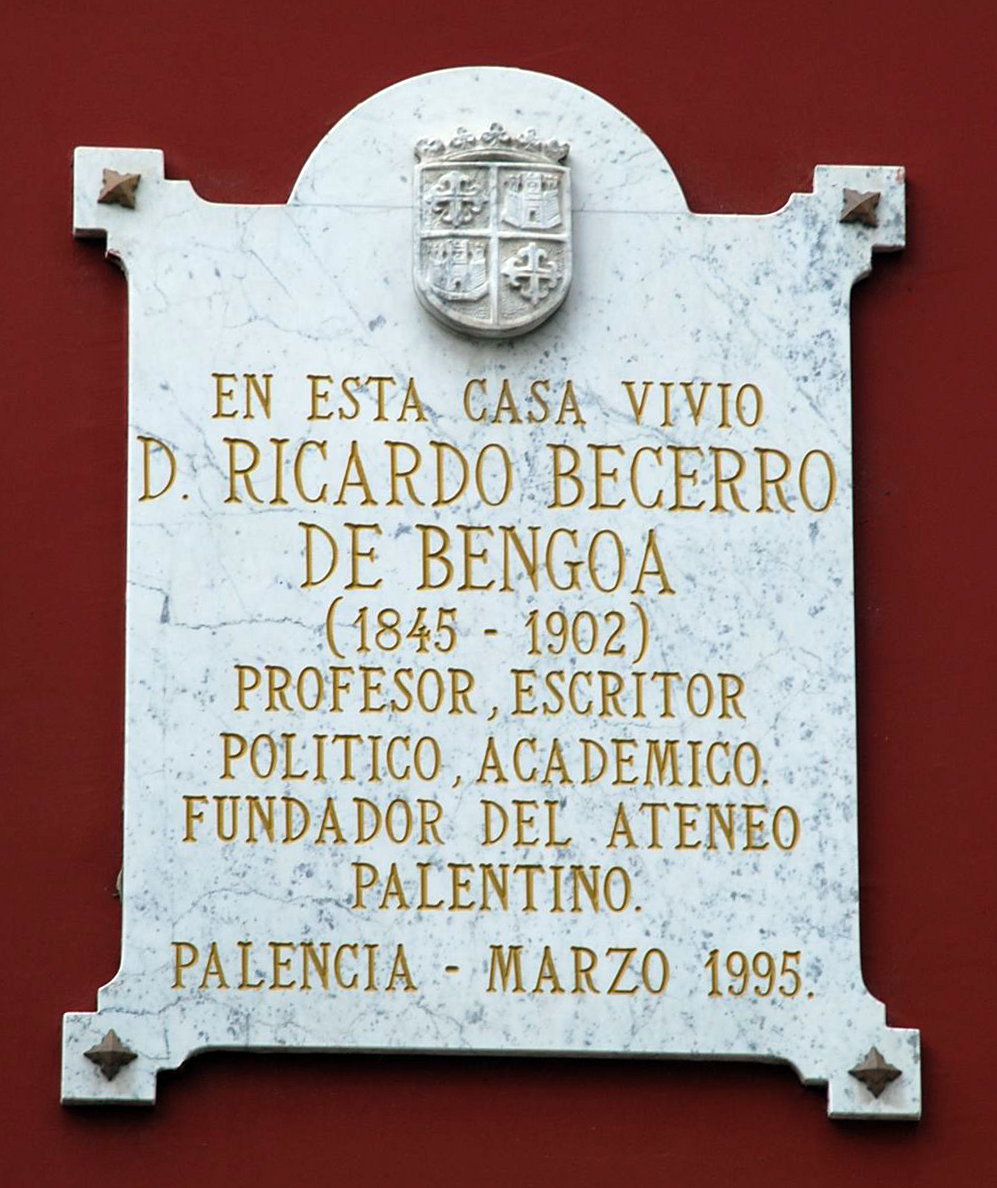
Placa a la casa on va viure Ricardo Becerro de Bengoa a Palència.

Ricardo Becerro de Bengoa (Vitòria, 7 de febrer de 1845 - Madrid, 1 de febrer de 1902) va ser un científic i polític basc, diputat a Corts, senador i acadèmic de la Reial Acadèmia de Ciències Exactes, Físiques i Naturals.

## Biografia
Fill del militar Miguel Becerro Sánchez i de Francisca Cayetana de Bengoa y Ruiz de Azúa. Batxiller amb excel·lent i premi extraordinari (1863). Va estudiar Ciències Exactes, Físiques i Naturals a la Universitat de Valladolid. El 23 de juny de 1869 fou un dels signants del Pacte d'Eibar, que proposava un federalisme espanyol inspirat en els furs del País Basc. De 1867 a 1869 fou 
professor auxiliar de Física i Química a l'Institut de San Isidro de Vitòria, alhora col·laborà a La Ilustración Española y Americana. El 1870 obté la càtedra de Física i Química a l'Institut de Palència. Durant la seva estada a Palència va compilar la història de la ciutat i el 1871 fou nomenat membre de la Reial Acadèmia de la Història.
Va col·laborar, entre d'altres a les revistes Euskal Erria (1881), Revista de Vizcaya (1886), Antiguo Reino de Navarra (18889¡), Revista de las Provincias Euskaras (1879), Anunciador Vitoriano (1880) i Revista Euskara (1878),
Casat (1874) amb Isabel Antolín Antolín. Fou acadèmic de Belles arts a Valladolid, cronista de la ciutat de Vitòria i director de la revista científica "La Naturaleza". Va ocupar els càrrecs de Conseller d'Instrucció Pública i Agricultura del Regne. Fou elegit diputat per Àlaba pel Partit Republicà Progressista a les eleccions generals espanyoles de 1886, 1891, 1893 i 1898 i el 1901 fou escollit senador per Àlaba. Va ser membre permanent de la Comissió de Pesos i Mesures, Vocal del Consell d'Instrucció Pública (1900), membre de l'Acadèmia de Belles Arts de San Fernando, escriptor i conferenciant de mèrit. El 1890 fou escollit acadèmic de la Reial Acadèmia de Ciències Exactes, Físiques i Naturals, i en va prendre possessió el 1894 amb el discurs "Tendencias de la Química moderna".